# Riccardo Selvatico

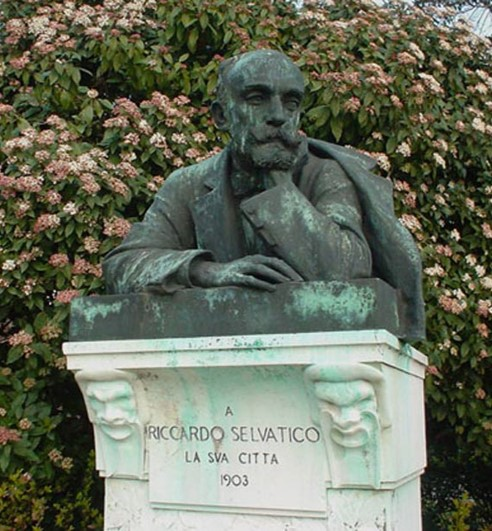
Monumento dedicato a Riccardo Selvatico nei giardini della Biennale di Venezia

Riccardo Selvatico (Venezia, 16 aprile 1849 – Biancade, 21 agosto 1901) è stato un commediografo, poeta e politico italiano, sindaco di Venezia dal 1890 al 1895.

## Biografia

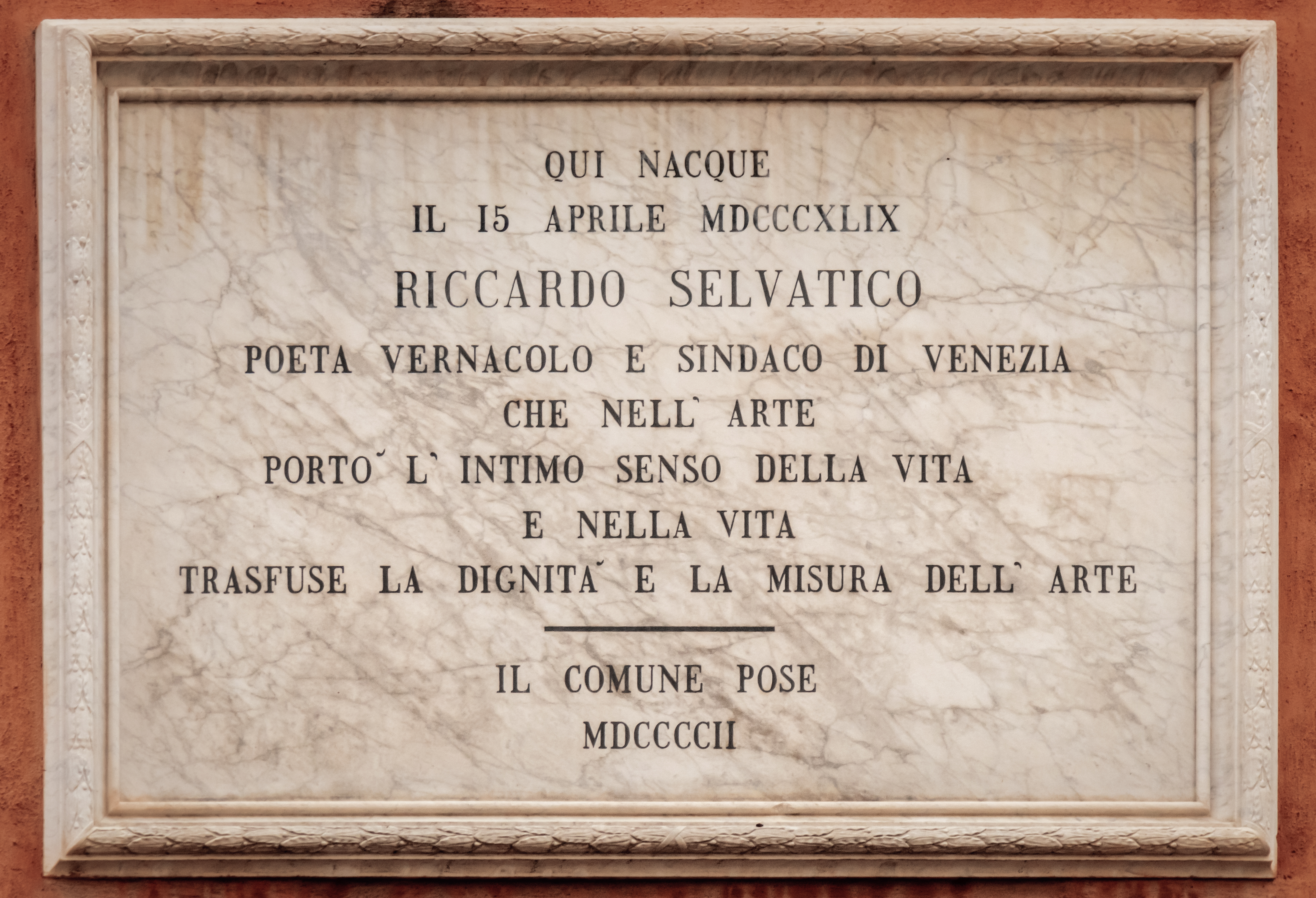
Lapide al Ponte di Sant'Antonio

Nato a Venezia, dopo la maturità conseguita al liceo Santa Caterina frequentò l'università a Padova, dove si laureò nel 1873.
Si sposò con Anna Maria (Nina) Charmet (1849–1938) ed ebbe due figli, Lino Selvatico (1872–1924) e Luigi Selvatico (1873–1938), che divennero entrambi pittori.
Personalità intellettuale di grande prestigio nella Venezia di fine secolo, fu autore di commedie e poesie scritte in veneziano.
Tra le commedie, di ambientazione popolare, le più note sono La bozeta de l'ogio e I recini da festa.
Nel 1890 venne eletto sindaco di Venezia a capo di una giunta progressista.
Resterà in carica fino al 1895; le successive elezioni vennero infatti vinte dalla coalizione clerico-moderata (sostenuta dalla curia veneziana), sull'onda di una campagna di stampa condotta contro l'operato della giunta Selvatico, considerata eccessivamente laica.
Nel corso del suo mandato ebbe comunque modo di ideare la prestigiosa istituzione che ancora oggi contribuisce a fare di Venezia una delle principali città di cultura.
Fu infatti sua l'idea di dare vita ad un'esposizione d'arte internazionale; da questa idea, sostenuta da altri intellettuali veneziani fra cui Giovanni Bordiga, nacque nel 1895 la Biennale di Venezia, che verrà inaugurata alla presenza del Re, e di cui Selvatico, ormai non più sindaco, terrà il discorso inaugurale.
Un ritratto di Selvatico, opera di Alessandro Milesi, è conservato a Ca' Pesaro a Venezia mentre un'erma in bronzo, opera del Canonica, si trova nei Giardini della Biennale. Una copia della stessa erma si trova nel comune di Roncade.
È sepolto a Venezia nel cimitero di San Michele.

## Opere
- Riccardo Selvatico, Commedie e Poesie Veneziane di Riccardo Selvatico, Milano, Fratelli Treves editori, 1910.